# Хартуларије вестијарија
Хартуларије вестијарија (грч. χαρτουλάριος τοῦ βεστιαρίου) била је титула високих чиновника централне финансијске управе (министарства финансија) у Византији од краја 8. до 12. века. Вршио је дужност чувара вестијарија (лат. vestiarium, грч. βεστιάριον - царска гардероба) ,  царске ризнице у којој су се чувале државне залихе у натури.

## Функција
Тематски систем (610-1081) довео је до знатног јачања централне власти у Византији, која се ослањала на сложену државну администрацију. Међу чиновницима централне државне управе нарочито се истицао цариградски епарх, који је вршио надзор над читавим престоночким животом: отац града, како га назива Порфирогенитова књига о церемонијама. Од растућег значаја био је и положај логотета дрома, који је у ово време био стварни руководилац целокупне спољне и унутрашње политике Царства.
С обзиром на познати фискализам византијске државе, није чудо што је у византијском бирократском апарату финансијска управа заузимала посебно важно место. Надзор над свим финансијским установама вршио је сакеларије, кога је у 12. веку заменио велики логаријаст. Државно благо у злату чувао је хартуларије сакелија, а државне залихе у натури хартуларије вестијарија. Начелници појединих финансијских установа били су логотети: генерални логотет (грч. λογοθέτης τοῦ γενικοῦ), војни логотет (грч. λογοθέτης τοῦ στρατιωτικοῦ) и специјални логотет (грч. λογοθέτης τοῦ ίδικού). Важне функције су имали и начелник царске канцеларије - протоасекрет (грч. πρωτοασηκρήτις), прималац молби (грч. ό έπί τών δεήσεων) и царев секретар (грч. ό έπί τού κανικλείου); ова последња функција била је често везана са положајем логотета дрома.

## Ранг
Филотеј набраја свега 60 водећих чиновника војне, цивилне и дворске управе, непосредно потчињених цару (поред 8 положаја за евнухе који чине посебну групу). Већини ових великодостојника подређена су одговарајућа надлештва са многобројним чиновницима. Целим тим строго централизованим, хијерархијски изграђеним апаратом диригује цар, који лично именује све више чиновнике и њихове најважније помоћнике и који их смењује по свом нахођењу. Карактеристична црта византијског управног система у доба македонске династије (867-1025) била је превага војних функција над цивилним и велики углед тематских стратега. Цариградски епарх стоји код Филотеја на 18. месту, тако да 12 тематских стратега, као и доместици Схола и Ескубита, долазе испред њега. А виши ранг од сакеларија и логотета имају свих 25 тематских стратега (нижи ранг има само доместика Оптимата). Уосталом, границе између појединих категорија чиновника и њихових функција нису биле нарочито строге, тако да је прелаз из цивилне у војну службу био обична појава, а често се и војна команда преносила на цивилне па чак и на дворске чиновнике. У свему је одлучивала царева воља.